# Лухменский Майдан
Лухменский Майдан — село в Инсарском районе Мордовии в составе Кочетовского сельского поселения.

## География
Расположено на юге района на реке Вшивка.

## История
Село возникло в XVII веке при сооружении Инсарской укрепленной черты.
Законом от 19 мая 2020 года № 29-З в июне 2020 года Лухменско-Майданское сельское поселение и одноимённый ему сельсовет упраздняются, село включается в Кочетовское сельское поселение и одноимённый ему сельсовет.

## Население
| 1989 | 2002 | 2010 | 2016 |
| ---- | ---- | ---- | ---- |
| 481  | ↘357 | ↘291 | ↘211 |

Национальный состав
Согласно результатам Всероссийской переписи населения 2002 года, в национальной структуре населения русские составляли 96 %.

## Источник
- Энциклопедия Мордовия, О. В. Котлова.